# The Wizard (песня Black Sabbath)
«The Wizard» (с англ. — «Волшебник») — песня английской группы Black Sabbath c их дебютного альбома Black Sabbath, выпущенного в 1970 году. Песня была написана в соавторстве всеми участниками группы. Она выходила как сторона «Б» на сингле «Paranoid».
Демо «The Wizard» было использовано для того, чтобы заинтересовать группой диск-жокея Джона Пила (англ. John Peel). В ноябре 1969 года музыканты выступили в его шоу Top Gear на национальном радио и исполнили «Black Sabbath», «N.I.B.», «Behind the Wall of Sleep» и «Sleeping Village».
В 2005 году Гизер Батлер в интервью изданию Metal Sludge на вопросы о песне ответил: «В то время я читал книгу „Властелин Колец“ и она легла в основу. Песня о нём, о Гендальфе».
Во время исполнения песни Осборн играет на губной гармонике.
Песня входит почти во все сборники группы с творчеством периода Оззи Осборна.

## Участники записи
- Тони Айомми — гитара
- Оззи Осборн — вокал, гармоника
- Гизер Батлер — бас-гитара
- Билл Уорд — ударные

## Кавер-версии
- Песня была записана группой Роба Хэлфорда Bullring Brummies для трибьют-альбома Nativity In Black.
- Песня была записана группой Закка Уайлда Pride & Glory и первоначально помещена в качестве бонус-трека на японское издание единственного альбома коллектива.
- Песня исполнялась американской джем-группой Moe на их совместном выступлении с Conehead Buddha Horns.
- Песня исполнялась группой Black Label Society и попала на 8-е место в список лучших каверов по версии журнала Metal Hammer[4].
- В 2002 году группа Tool с исполнением кавера «The Wizard» номинировалась на получение «Грэмми» в категории «Лучшее метал-исполнение».